# Lepidopilum curvifolium
Lepidopilum curvifolium är en bladmossart som beskrevs av Mitten 1869. Lepidopilum curvifolium ingår i släktet Lepidopilum och familjen Daltoniaceae. Inga underarter finns listade i Catalogue of Life.